# Championnat d'Europe des moins de 19 ans de rugby à XIII 2018
Navigation
Édition précédente Édition suivante
Le Championnat d'Europe des moins de 19 ans de rugby à XIII 2018 est la deuxième édition du Championnat d'Europe des moins de 19 ans de rugby à XIII. Il se déroule en Serbie du 5 au 11 aout 2018 et il réunit les meilleures sélections nationales européenne de la catégorie.

## Phase finale
Les sept qualifiés et le pays organisateur sont séparés en deux groupes de quatre où chaque équipe se rencontre une seule fois. Les deux premiers s’affrontent en demi-finales avant le match de la finale. Des matchs de classement étant organisés.

## Participants
- Serbie (pays hôte)
- Irlande
- Angleterre
- Italie
- Ukraine
- Écosse
- France
- Pays de Galles

## Phase finale

### Demi-finales
| Demi-finale 1      | Pays de Galles | 04-48 | Angleterre |  |
| 8 août 2018 15 h 0 |                |       |            |  |

| Demi-finale 2      | Ecosse | 06-38 | France |  |
| 8 août 2018 19 h 0 |        |       |        |  |

### Finale
| Finale             | France | 26-24   | Angleterre | Obrenovački drum, Belgrade |  |
| 11 août 2018 18h00 |        | (10-10) |            |                            |  |

Appliqués, toniques et inspirés balle en main, les Bleuets ont rapidement fait la différence après la pause, mais ont connu une belle frayeur sur la fin face à des adversaires rugueux,.
La France conquiert ainsi son deuxième titre de champion d'Europe, face aux mêmes anglais qu'elle avait battu en sur son sol en 2006 sur le score de 56 à 00.
L'équipe de France compte dans ses rangs : Miki Bauer, Matthias Leveillé (Carcassonne), Thimothé Bertrand, François Dorce-Hantz, Lucas Emblard, Corentin Rey (Avignon), Sébastien Bled, Louis Carré, David De Macedo, Guillame Gorka, Thomas Lacans, Matthieu Laguerre, Corentin Le Cam, Barthélémy Rougé, Hugo Salabio, Florien Vailhen (Saint-Estève XIII Catalan), Pierre Fourquet, Mathieu Jussaume, Pierre Jean Lima (Toulouse).